# Rosario Lo Bello
Rosario Lo Bello (Siracusa, 4 novembre 1945) è un ex arbitro di calcio e dirigente sportivo italiano.

## Biografia
Figlio d'arte di Concetto Lo Bello, divenne uno dei più conosciuti direttori di gara italiani degli anni 1980.

## Carriera

### Arbitro
Esordì in Serie A il 18 maggio 1975 arbitrando Sampdoria-Fiorentina, terminata poi 4-3 per i toscani, venendo nel 1983 nominato arbitro internazionale. In tale veste accompagnò come guardalinee il connazionale Paolo Bergamo in occasione della semifinale del campionato d'Europa 1984 tra Francia e Portogallo.

Rosario Lo Bello discute con il capitano juventino Sergio Brio nella seconda metà degli anni 1980.

Arbitrò numerose "classiche" del campionato, tra cui un derby di Roma, due Juventus-Milan, uno Juventus-Roma e un derby di Torino, oltre alle sfide-scudetto Inter-Napoli della stagione 1986-1987, e Napoli-Milan della stagione 1987-1988. Vanta anche tre finali di Coppa Italia: Verona-Juventus nel 1982-1983, Sampdoria-Napoli nel 1988-1989 e Juventus-Parma nel 1991-1992. Proprio nel 1992 terminò l'attività da arbitro effettivo, per raggiunti limiti d'età, con un consuntivo finale di 195 presenze in Serie A. Prima di smettere di arbitrare, era comunque riuscito ad aggiudicarsi nel 1986 il Premio Giovanni Mauro, una sorta di oscar alla carriera arbitrale.
Il principale aneddoto per cui si ricorda Rosario Lo Bello fu la partita Verona-Milan del campionato 1989-1990, quando il suo discusso arbitraggio (con le espulsioni dei giocatori Frank Rijkaard, Marco van Basten, Alessandro Costacurta nonché dell'allenatore Arrigo Sacchi) scatenò la rabbia dei rossoneri, che persero lo scudetto a vantaggio del Napoli.
Nel 1984 venne sospeso per 6 mesi dall'Associazione Italiana Arbitri per motivi disciplinari (rese un'intervista non autorizzata lesiva della reputazione di altri tesserati) e perse momentaneamente la qualifica di internazionale.

### Dirigente
Come dirigente dell'Associazione Italiana Arbitri, oltre ad aver collaborato con la Scuola Arbitrale adibita allo studio del regolamento, è stato fino al 2006 osservatore per conto dell'UEFA. Nel 2007 rassegna le dimissioni dall'AIA, sentendosi un po' messo in disparte dai vertici dell'associazione.

## Cultura di massa
- Viene citato nel film Vacanze in America del 1984: nella partitella tra turisti sul Grand Canyon, dopo che Don Buro (Christian De Sica) espelle Peo Colombo (Jerry Calà) quest'ultimo gli risponde: «Espulso da Lo Bello sarebbe un onore, ma da "lo stron**" è proprio il minimo!»[4]